# La Bataille d'Hernani (téléfilm, 2002)

La Bataille d’Hernani est un téléfilm de fiction de 90 minutes réalisé par Jean-Daniel Verhaeghe, coproduit par France 5, France 2 et GMT production, d'après un scénario de Claude Allègre et Jean-Claude Carrière, qui raconte l'histoire de la création d'Hernani de Victor Hugo, jusqu'au scandale qui éclata le soir de la première, le 25 février 1830. 
Il fut diffusé le 29 avril 2002 à 20 h 50 sur France 2, le 16 novembre 2002 à 22 h 10 sur le câble et le satellite et ultérieurement sur France 5.

## Fiche technique
- Réalisation : Jean-Daniel Verhaeghe
- Production : France 5 / France 2 / GMT Productions
- Scénario : Claude Allègre et Jean-Claude Carrière
- Adaptation et dialogues : Jean-Claude Carrière
- Costumes : Bernadette Villard assistée de Nicole Meyrat
- Producteur délégué : Jean-Pierre Guérin
- Musique : Carolin Petit
- Durée : 90 minutes
- Année : 2002

## Distribution
- Victor Hugo : Alexandre Brasseur
- Adèle Hugo : Florence Darel
- Théophile Gautier : Matthieu Tribes
- Isidore Taylor : Pierre Vernier
- Firmin / Hernani : Fabrice Pruvost
- Joanny / Don Ruy Gomez : Claude Langier
- Mlle Mars / Doña sol : Arielle Dombasle
- Michelot / Don Carlos : Nicolas Marié
- Charles-Augustin Sainte-Beuve : Samuel Suter
- Alexandre Dumas : Fabrice Bénard
- Jules Favre : Nicolas Vaude
- Gérard de Nerval : Mathias Maréchal
- Petrus Borel : Max Boublil
- Philotée O'Neddy : David Assaraf
- Le régisseur : Pascal Germain
- Le roi Charles X : Jacques Dacqmine
- Victor Hugo âgé : Bernard Fresson
- Joueur de cor : Alexandre Zloto
- L'abonné à la perruque : Jean-Pierre Coffe
- L'abonné râleur : Yves Dutheil
- Le tailleur : Marcel Dossogne
- La jeune comédienne : Delphine Zentout
- Josepha (la duègne) : Laurence Mercier
- Mame : Patrice-Jean Michron
- La grisette : Camille Verhaeghe
- Bernard Haller

## Scénario
Paris 1830.  La première partie du film montre l'élaboration du spectacle, de l'écriture aux répétitions : Hugo, fait déjà figure d'opposant car son drame Marion Delorme a été interdit par la censure royale. Bien que le roi lui propose une pension pour s'assagir, il la refuse, malgré ses problèmes d'argent, pour conserver sa liberté. Quand pourtant il obtient de Charles X le droit de créer un drame historique au Théâtre Français il n'a qu'une volonté : imposer l'esthétique de la nouvelle génération, le romantisme.
Après l'écriture proprement dite, où il choisit de raconter une histoire d'amour tragique dans l'Espagne du XVIe siècle, il devra cependant affronter, avec sa bande d'amis qui le soutiennent, bien des difficultés : le comité de censure qui surveille les attaques contre la monarchie, les comédiens (notamment Mademoiselle Mars), non acquis à sa cause, qui ont du mal à se faire à la rythmique prosaïque de la poésie hugolienne, et une cabale de la presse et des maîtres classiques en place qui veillent au respect des règles théâtrales et de bienséance. Ainsi le cénacle des romantiques parviendra, grâce à une détermination farouche et à la fermeté d'Hugo, sûr de ses choix esthétiques, à imposer Hernani comme un phénomène. 
Vient enfin le récit de la première houleuse qui déploie des scènes animées par la violence du combat entre l'ancienne et la nouvelle génération, la fameuse Bataille d'Hernani. De nombreuses scènes collectives en costumes alternent et la pièce finit par s'imposer, malgré une contre-attaque virulente des classiques, car les amis d'Hugo continuent à venir le soutenir tous les soirs. 
Trente plus tard, Hugo, exilé, se souvient au bord de l'océan de cette bataille où le romantisme s'est imposé en France comme courant artistique nouveau. Il comprend que ce fut pour lui un tournant décisif, car dès lors il ne sépare plus l'écriture et l'action politique.

## Remarques
- L'opposition entre les romantiques et les classiques s'impose dans la mise en scène par un quasi-manichéisme esthétique et comportemental : vieux / jeunes, vêtements de l'ancien régime / tenues plus modernes, crânes chauves / cheveux longs, immobilisme / action. Ces nuances se retrouvent dans l'imagerie des conflits générationnels, ce qui rend le mouvement sympathique au spectateur.
- La représentation de la faune de la jeunesse hugolienne est bien loin des stéréotypes des héros romantiques : cohésion spontanée entre des groupes vivants, potaches et fêtards. On est bien loin de l'imagerie du personnage solitaire rempli de langueur.
- La composition du cénacle romantique construit autour de Hugo est intéressant par la cristallisation des aspirations d'une jeunesse troublée en dogme romantique, et par la croisée avec des personnages historiques, tels que Chateaubriand, l'idole de cette jeunesse, Balzac, le solitaire, ou encore Delacroix et Berlioz.
- La représentation du roi, Charles X, est historiquement mauvaise. Le film montre un monarque gros et impotent, ce qui est l'image de Louis XVIII, précédent souverain, et non de Charles X.